# Чуперносов

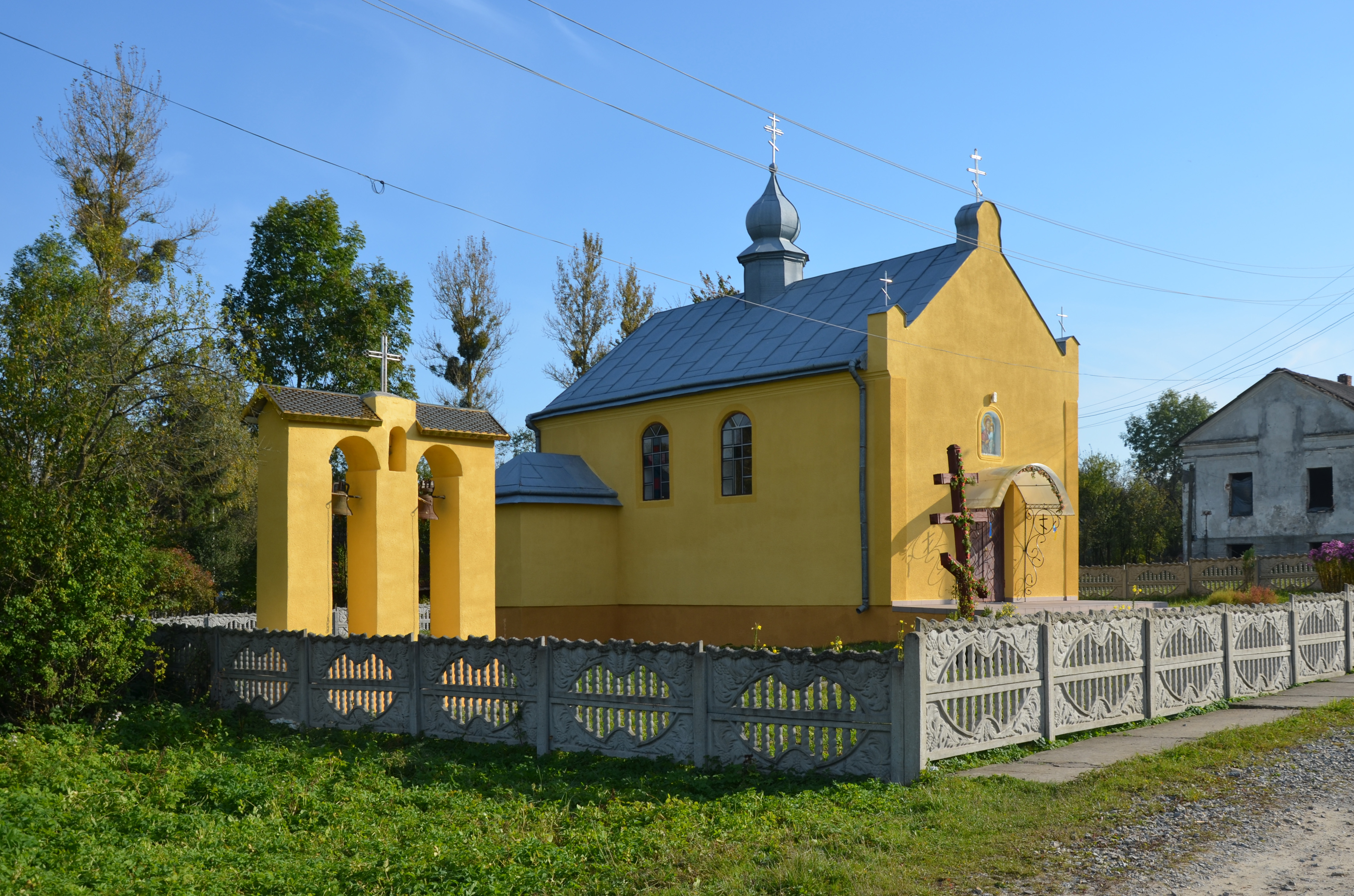
Церковь в селе

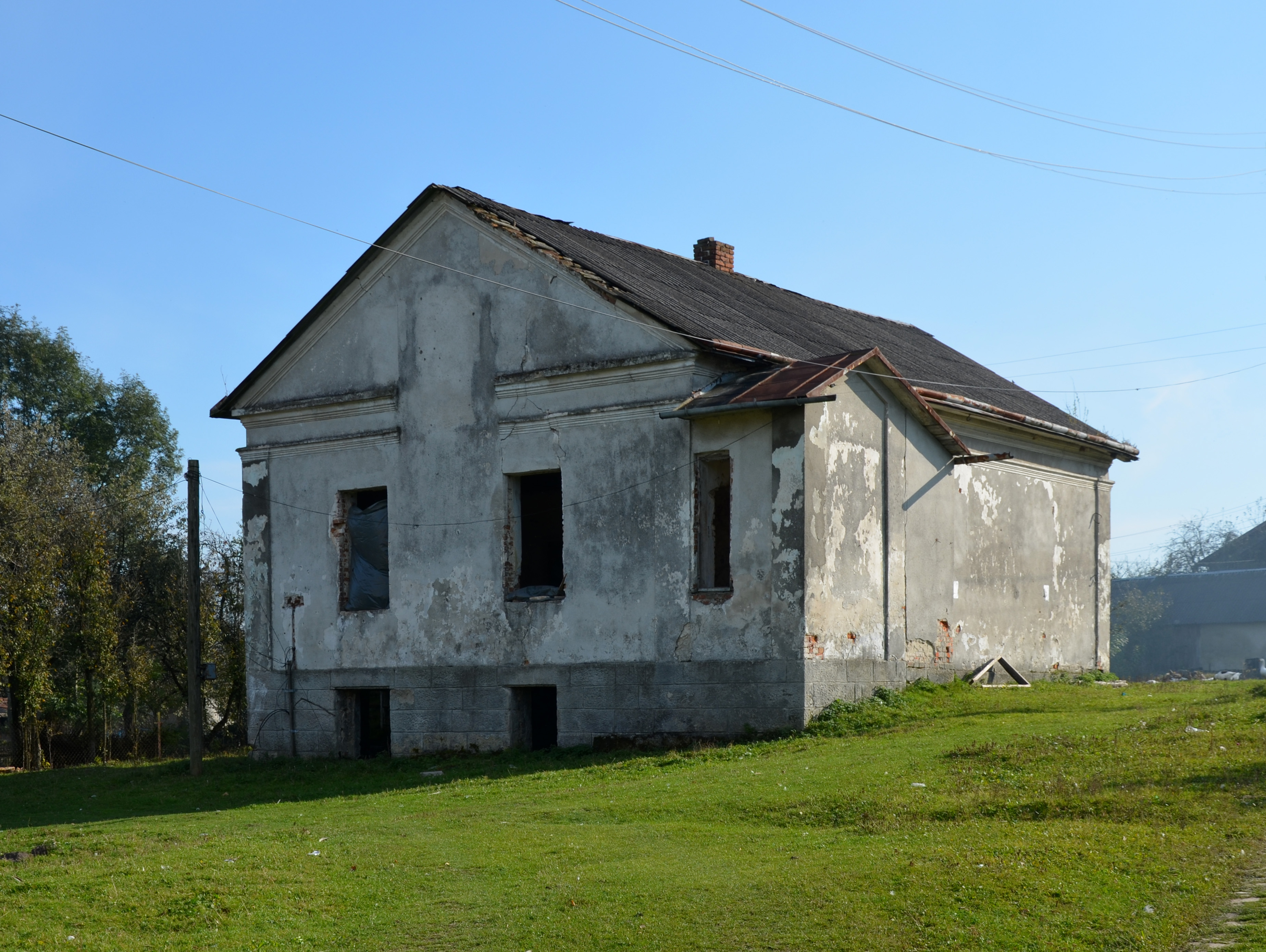
Заброшенный клуб

Чуперносов (укр. Чуперносів) — село в Перемышлянской городской общине Львовского района Львовской области Украины.
Об географии Чуперносова, через село протекает река Дыхтарка. Чуперносово находится не подалёку от города Перемышляны. (укр. Перемишля́ни) В Львовском районе, Львовской Области.
Население по переписи 2001 года составляло 226 человек. Занимает площадь 1,48 км². Почтовый индекс — 81203. Телефонный код — 3263.